# Comité international spécial des perturbations radioélectriques
Il Comitato Internazionale Speciale per le Interferenze Radio (abbreviato CISPR dal nome Francese dell'organizzazione, Comité international spécial des perturbations radioélectriques) si occupa dello sviluppo di norme per individuare, misurare e comparare interferenze elettromagnetiche nei dispositivi elettrici. Alcuni dei suoi membri fanno parte anche dell'International Electrotechnical Commission (IEC). È stato fondato nel 1934.

## Descrizione
Il CISPR si divide in sei sottocomitati, ciascuno dei quali si occupa di un particolare aspetto:
- A - misura di radio interferenze e metodi statistici applicati
- B - misura di interferenze riguardanti apparecchiature industriali, scientifiche o mediche (ISM), apparecchiature per alte tensioni, linee elettriche, o dispositivi di trazione
- D - interferenze nei veicoli a motore (sia a combustione che elettrici)
- F - interferenze negli elettrodomestici, giocattoli e sistemi d'illuminazione
- H - limitazioni per la protezione delle radio frequenze
- I - compatibilità elettromagnetica nella tecnologia dell'informazione (IT) (per esempio computer), dispositivi multimediali, hi-fi e apparecchiature radio.

Le pubblicazioni del CISPR sono essenzialmente norme riguardanti la misura di interferenze irradiate e condotte. Specificano lunghezze dei cavi, configurazioni dei sistemi di misura e misure di grounding, in modo da rendere i risultati i più omogenei possibile. Le norme si occupano anche di immunità da interferenze esterne.
Grazie alle norme CISPR, le industrie possono richiedere l'ottemperanza ad una norma specifica da un fornitore, piuttosto che eseguire internamente le misure (e dover sviluppare una norma interna per poter comparare le loro stesse misure).
Finora sono stati pubblicati oltre trenta standard CISPR. Fra i più noti vi sono:
- CISPR 10 - Organization, Rules and Procedure of the CISPR. (1971)
- CISPR 11 - Industrial, Scientific and Medical (ISM) Radio-Frequency Equipment -- Electromagnetic Disturbance Characteristics -- Limits and Methods of Measurement.
- CISPR 12 -  Vehicles, boats and internal combustion engine driven devices --Radio disturbance characteristics -- Limits and methods of measurement for the protection of receivers except those installed in the vehicle/boat/device itself or in adjacent vehicles/boats/devices.
- CISPR 14 - Electromagnetic Compatibility -- Requirements for Household Appliance, Electric Tools, and Similar Apparatus: 1) Emissions, 2) Immunity.
- CISPR 22 - Information Technology Equipment -- Radio Disturbance Characteristics -- Limits and Methods of Measurement.
- CISPR 25 - Radio disturbance characteristics for the protection of receivers used on board vehicles, boats, and on devices - Limits and methods of measurement.